# Julian Radziewicz
Julian Radziewicz (ur. 29 maja 1937 w Konstancinie-Jeziornie, zm. 4 sierpnia 2007) – polski pedagog, publicysta, profesor doktor habilitowany Akademii Pedagogiki Specjalnej im. Marii Grzegorzewskiej w Warszawie. Specjalista w zakresie zastosowania dialogu pedagogicznego w praktyce, oraz w dziedzinie samorządności i demokracji szkolnej. Autor publikacji naukowych, recenzent i promotor prac doktorskich. Redaktor naczelny czasopisma pedagogicznego „Nasza Szkoła”.
Członek Zarządu Głównego Towarzystwa Przyjaciół Dzieci. Kawaler Orderu Uśmiechu, który odebrał z rąk kanclerza Cezarego Leżeńskiego.

## Życiorys
Absolwent filologii polskiej Uniwersytetu im. Adama Mickiewicza w Poznaniu z 1960 r. Był wykładowcą Akademii Pedagogiki Specjalnej im. Marii Grzegorzewskiej w Warszawie, kierownikiem Zakładu Pedeutologii, prorektorem do Spraw Dydaktyki i Spraw Studenckich w latach 1991–1996, oraz wykładowcą Wydziału Pedagogiki Gdańskiej Wyższej Szkoły Pedagogiki. Współtwórca i wieloletni wykładowca Kolegium Edukacji Specjalnej Towarzystwa Przyjaciół Dzieci. Długoletni pracownik naukowy Instytutu Badań Edukacyjnych w Warszawie, wicedyrektor placówki w latach 1990–1991 oraz członek Rady Naukowej.
W czasach stanu wojennego (od lutego 1982) współpracował przy wydawaniu podziemnego pisma oświatowego "Tu Teraz” (pisał pod pseudonimami „Bartosz Pieczyski", „Sara Wołkowyska", „LODA U-KOS", „Redaktor naczelny"), a w 1985 założył czasopismo „Edukacja i Dialog”, które ukazuje się do dziś. Podczas obrad Okrągłego Stołu był ekspertem strony społecznej przy podstoliku ds. młodzieży. Po wyborach w czerwcu 1989 był też redaktorem naczelnym czasopisma "Nowa Szkoła” (do grudnia 2000).
Miesięcznik „Edukacja i Dialog”, którego był redaktorem naczelnym do czerwca 2007, wymyślił w czasie stanu wojennego, kiedy próbował zjednoczyć rozbite środowisko nauczycielskie wokół idei nowatorstwa pedagogicznego w praktycznym zastosowaniu. Był entuzjastą samorządu uczniowskiego oraz demokracji szkolnej, pedagogiem nie tylko z krwi, ale również z tzw. kośćcem. Po przełomie w 1989 oddał czasopismo pod skrzydła Społecznego Towarzystwa Oświatowego, z którym współpracował od początku istnienia tej organizacji jako doradca ds. dydaktyki. Jego artykuły na łamach „EiD” cieszyły się ogromnym powodzeniem wśród czytelników.

## Wybrana bibliografia
- „Praca wychowawcy klasy : poradnik programowo-metodyczny” (Młodzieżowa Agencja Wydawnicza 1980, ISBN 83-203-0199-8)
- „Funkcja wychowawcy klasy : założenia i rzeczywistość” (Wydawnictwa Szkolne i Pedagogiczne 1981, ISBN 83-02-01206-8)
- „Działalność wychowawcza szkoły : wstęp do badań systemowych” (Wydawnictwa Szkolne i Pedagogiczne 1983, ISBN 83-02-01803-1)
- „Równi wśród równych czyli O samorządzie uczniowskim” (Nasza Księgarnia 1985, ISBN 83-10-08733-0)
- „O samorządności uczniów w procesie wychowania szkolnego” (Nasza Księgarnia 1988, ISBN 83-10-09223-7)
- „O planowaniu pracy wychowawczej” (Wydawnictwa Szkolne i Pedagogiczne 1989, ISBN 83-02-03473-8)
- „Edukacja alternatywna : o innowacjach mikrosystemowych” (Wydawnictwa Szkolne i Pedagogiczne 1992, ISBN 83-02-04700-7)